# Чемпионат Болгарии по тяжёлой атлетике 1984
Чемпионат Болгарии по тяжёлой атлетике 1984 года прошёл с 20 по 22 января в Варне. Атлеты были разделены на 10 весовых категорий и соревновались в двоеборье (рывок и толчок).

## Медалисты
| Категория    | Золото                                     | Золото   | Серебро                             | Серебро  | Бронза                                    | Бронза   |
| До 52 кг     | Хасан Хасанов «Тунджа» Ямбол               | 220 кг   | Румен Стоянов «Черноморец» Бургас   | 202,5 кг | Златко Александров «Спартак» Пловдив      | 197,5 кг |
| До 56 кг     | Николай Димитров «Сливен»                  | 270 кг   | Нено Терзийский ЦСКА                | 267,5 кг | Женя Сарандалиев «Марица» Пловдив         | 230 кг   |
| До 60 кг     | Наим Сюлейманов «Арда» Кырджали            | 285 кг   | Реджеб Реджебов «Лудогорец» Разград | 282,5 кг | Стефан Димитров «Добруджа» Велико-Тырново | 280 кг   |
| До 67,5 кг   | Георгий Петриков «Черно море» Варна        | 325 кг   | Веселин Галабаров ЦСКА              | 320 кг   | Стефан Топуров ЦСКА                       | 307,5 кг |
| До 75 кг     | Александр Вырбанов ЦСКА                    | 350 кг   | Добрин Добрев «Черноморец» Бургас   | 335 кг   | Емил Карбашев «Сливен»                    | 335 кг   |
| До 82,5 кг   | Асен Златев ЦСКА                           | 372,5 кг | Здравко Стоичков «Славия»           | 360 кг   | Николай Боев ЦСКА                         | 355 кг   |
| До 90 кг     | Благой Благоев «Черно море» Варна          | 380 кг   | Детелин Петров ЦСКА                 | 370 кг   | Ради Радев «Добруджа» Велико-Тырново      | 365 кг   |
| До 100 кг    | Красимир Керанов «Добруджа» Велико-Тырново | 395 кг   | Бойко Пырванов ЦСКА                 | 390 кг   | Пламен Ганев «Этыр» Велико-Тырново        | 377,5 кг |
| До 110 кг    | Пламен Аспарухов «Минёр» Перник            | 405 кг   | Владимир Пенев «Академик» София     | 375 кг   | Борислав Цвеев «Минёр» Перник             | 350 кг   |
| Свыше 110 кг | Антонио Крыстев ЦСКА                       | 385 кг   | Любомир Димитров «Академик» София   | 350 кг   | Саби Сабев «Сливен»                       | 337,5 кг |